# Эскортные миноносцы типа «Моде»
Эскортные миноносцы типа «Моде» — тип эскортных миноносцев, состоявший на вооружении Королевских ВМС Швеции в период Второй мировой войны и послевоенный период. Проект разработан на базе купленных в марте 1940 года в Италии двух более крупных миноносцев типа «Спика», которые хотя и классифицировались как миноносцы, в реальности выполняли функции эскортных миноносцев и охотников за подводными лодками. Изменения сводились в основном к замене итальянского оборудования и вооружения шведским, а также к незначительному уменьшению длины корпуса для улучшения мореходных качеств. Построено было всего четыре корабля.

## Конструкция
Корабли этого типа имели длину 78 м, ширину 8,1 м и осадку 2,3 метра. Стандартное водоизмещение составляло 750 тонн, полное — 960 тонн. Корпус имел выраженный полубак, который простирался более чем на треть длины корабля. В кормовой части имелась небольшая надстройка, являвшаяся также основой для навесного моста, который был шире неё, что придавало кораблям своеобразный внешний вид при взгляде со стороны форштевня. Механизмы состояли из двух мазутных котлов Penhoët (А), обслуживавших две паровые турбинаы де Лаваля, вращавшие винты. Мощность двигателей составляла 16 000 лошадиных сил, что обеспечивало максимальную скорость в 31 узел (57 км/ч).

### Вооружение

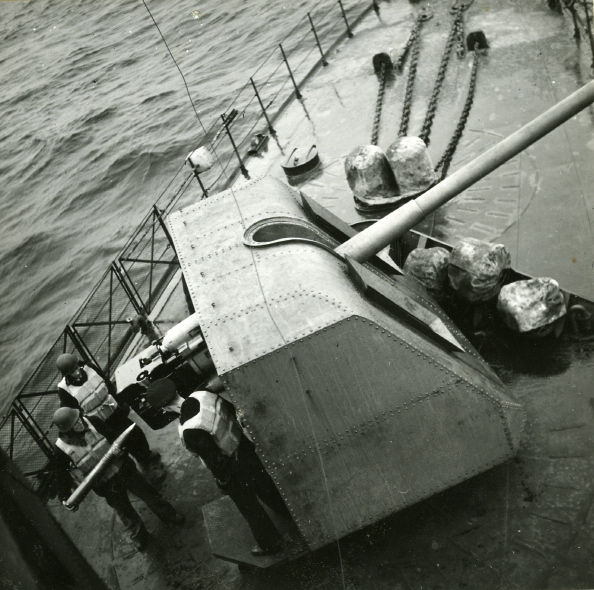
Орудие главного калибра

Главный калибр состоял из трёх 105-мм универсальных пушек производства фирмы «Bofors». Они размещались в одиночных установках, на носу, на корме и на кормовой надстройке. Противовоздушная оборона состояла из двух 40-мм и двух 20-мм зенитных автоматов, также производства «Bofors». Трёхтрубный 53-см (21-дюймовый) торпедный аппарат был установлен между трубой и кормовой надстройкой, а на корме находились два бомбосбрасывателя. Миноносцы могли брать на борт 42 мины.

## Список кораблей
1. Эскортный миноносец (Eskortjagare) «Mode» борт. № 29 заложен на верфи «Götaverken AB» в Гётеборге в сентябре 1941, спущен 11 апреля 1942 года, вступил 12 ноября 1942, с, с 1955 фрегат (Fregatt), исключен 1 июля 1970 года и в 1978 году продан для разделки на металл в Истад.
2. Эскортный миноносец (Eskortjagare) «Magne» борт. № 30 заложен на верфи «Götaverken AB» в Гётеборге в сентябре 1941, спущен 25 апреля 1942 года, вступил 26 ноября 1942, с 1955 фрегат (Fregatt), исключен 1 ноября 1966 года и в 1973 продан для разделки на металл в Истад.
3. Эскортный миноносец (Eskortjagare) «Munin» борт. № 31 заложен «Öresundsvarvet» в Ландскроне в сентябре 1941, спущен 27 мая 1942 года, вступил 3 января 1942, с, с 1955 фрегат (Fregatt), исключен 6 декабря 1968 года и в 1969 продан для разделки на металл в Гётеборг.
4. Эскортный миноносец (Eskortjagare) «Mjölner» борт. № 32 заложен «Eriksbergs Mekaniska Verkstad» в Гётеборге в сентябре 1941 года, спущен 9 апреля 1942 года, вступил 12 ноября 1942 года, с 1955 года фрегат (Fregatt), исключен 1 апреля 1966 года и в 1969 году продан для разделки на металл в Гётеборг.

## Модернизация
К середине 1950-х годов четвёрка миноносцев уже не удовлетворяла требованиям к кораблям данного класса, и в 1954—1955 годах их капитально перестроили, после чего они классифицировались как фрегаты. Одна из 105-мм пушек ГК и все 40-мм автоматы были заменены на новые «бофорсы». Трёхтрубный 533-мм ТА был демонтирован, и вместо него установили реактивный бомбомёт.